# Дечак 87
Дечак 87 (енгл. Boy 87, енгл. Refugee 87) је савремени роман Ели Фонтен (енгл. Elе Fountain). Избегличка криза је једна од тема овог романа. Објављује га 2018. године Pushkin Children's Books у Великој Британији и Little Brown у САД (као Refugee 87). Књига је настала док је ауторка живела у Етиопији.

## Резиме радње
Дечак 87 почиње са дечаком по имену Шиф. Почиње у неименованој диктатури. То је дан као и сваки други за Шифа и његовог најбољег пријатеља под именом 'Бини'. Они су у школи. Шиф размишља о томе шта желе да раде када одрасту и заврше војну службу за земљу. Обојица су изузетно паметни; прескочили су више разреда и ускоро ће кренути у војну школу.
После неколико дана, војници се појављују око школе, тражећи децу која покушавају да избегну војну службу. Шиф открива да га је мајка лагала о његовом оцу. Рекла је Шифу када је био млађи да му је отац умро у болници, али да је у ствари послат у затвор.
Убрзо након тога, Шиф види војнике близу своје куће. Када се један војник суочи са њим, Шиф бежи кући. Ствари почињу да ескалирају када Бини сутрадан не стигне у школу, а онда када Шиф дође кући његова мајка му каже да мора да оде без ње или његове сестре. Влада је за њим. Шиф пакује све што треба да понесе са собом. Војници улазе у његову кућу и траже доказе да планира да оде. Проналазе спаковану торбу. Шифа и Бинија стављају у камион који их одвози у затвор.
Они су уплашени и исцрпљени јер је камиону потребан цео дан да стигне до затвора где се теретни контејнери користе за затварање 'издајника'. Бацају се у исти контејнер заједно са другим затвореницима, од којих су неки ту и преко деценије. Шиф и Бини су збуњени, исцрпљени и жедни. Затвореници објашњавају правила и како ствари функционишу. Дозвољено им је да вежбају десет минута дневно. Контејнер постаје хладан ноћу и веома врућ током дана. Готово да им се не даје храна или вода. Један од других затвореника, Јонас, објашњава да имају план бекства за њих, јер су млади и здрави у поређењу са осталим затвореницима и можда ће успети. Они би тада могли да кажу спољном свету о ситуацији у земљи. Јонас такође открива да је Шифов отац можда још увек жив; послани су у исти затвор пре неколико година.
Шиф и Бини покрећу план бекства. Они побегну, али их стражари јуре. Шиф бежи, али Бини не. Шиф одлучује да мора покушати да стигне на север према Средоземном мору како би побегао у Италију и тамо сачекао своју породицу.

## Ликови
- Шиф (Shiferwa Gebreselassie): Главни лик приче, веома паметно дете које није имало среће да има оца који је био учитељ који се противио влади и желео више плате. Његов најбољи пријатељ је 'Бини'. Прича је фокусирана углавном на њега. Има малу сестру по имену Лемлем и, наравно, мајку која брине о њему, али му не саопштава вести да му је отац жив.
- Бини: Пријатељ главног лика, такође је веома паметан (можда чак и паметнији од Шифа). Његова мајка се зове Саба.
- Јонас: Лик који помаже Шифу и Бинију да побегну из затвора. Стар је и годинама је у затвору.
- Лемлем: Шифова сестра. О њој се не зна много, али је млада и воли шарене ствари.
- Алмаз: Шифов нови пријатељ након што је напустио своју домовину. Алмаз такође долази из Шифове родне земље заједно са породицом. Њена мајка се зове Шевит, а отац Месфин. Има брата, али ју је одвела војска.

## Пријем
Kirkus Reviews је назвала Дечака 87 „напет дебитантски роман о силама похлепе и љубави које обликују судбину избеглице.“, а рецензија BookTrust- а га је описала као „.. правовремену и важну књигу која осветљава реалност живота као избеглица“.
Дечак 87 је такође рецензирао Publishers Weekly, The Bulletin of the Center for Children's Books, The Sunday Times, и The Guardian.

## Награде
Дечак 87 је освојио, ушао у ужи избор, за британске награде за књиге, укључујући награду Southwark Book Award 2019 (победник), Waterstones Children's Book Prize for older readers (у ужем избору), Northeast Book Award  2018 (у ужем избору), 2019 Portsmouth Book Award Longer Novel (победник), 2019 Sheffield Children's Book Award Longer Novel  (победник), 2019 Teach Primary Key Stage 2 Book Award  (ужи избор), 2019  Warwickshire Secondary Book Award  (ужи избор), Sefton Super Reads Award 2019 (победник), North Herts Schools’ Book Award 2019 у категорији млађих (у ужем избору), и Redbridge Children's Teenage Book Award 2019. (дуга листа).
Дечак 87 је такође био на дугој листи за књижевну награду United Kingdom Literacy Association УКЛА (узраста од 7 до 11 година) 2019.